# Aldo Monti
Aldo Bartolomé Monteforte (4. siječnja 1929. — 18. srpnja 2016.) — poznatiji kao Aldo Monti — bio je meksički glumac talijanskog podrijetla. Otišao je u Venezuelu 1947. godine. Premda je bio i redatelj, poznatiji je po svom glumačkom doprinosu.

## Filmografija

### Kao glumac
- Noche de milagros
- Al sur de Margarita
- La torre de marfil
- El diario de mi madre ‒ Carlos Montes
- Misterios de la magia negra ‒ Raúl
- Cadenas de amor
- Teresa ‒ Mario (1959.)
- Las momias de Guanajuato (1962.)
- Valería (1966.)
- La razón de vivir (1966.)
- El ídolo (1966.)
- El misterio de los hongos alucinantes (1968.)
- Pasión gitana (1968.)
- Flor marchita ‒ Renato Conti (1969.)
- El libro de piedra ‒ Carlos (1969.)
- El amor de María Isabel ‒ Ariel (1970.)
- Rubí ‒  Alejandro (1970.)
- La venganza de las mujeres vampiro (1970.)
- El amor tiene cara de mujer (1971.)
- Santo y Blue Demon vs Drácula y el Hombre Lobo ‒ Grof Drakula (1973.)
- Barata de primavera ‒ Fernando Meraz (1975.)
- Teresa Raquin ‒ Lorenzo
- Marcha nupcial ‒ Julio (1977.)
- Una mujer (1978.)
- Verónica ‒ Federico (1979.)
- El hogar que yo robé ‒ Luis Felipe (1981.)
- Confidente de secundaria (1996.)
- Između ljubavi i mržnje ‒ Lorenzo Ponti (2002.)
- Fray Justicia ‒ Federico (2009.)

### Kao redatelj
- Santo en Anónimo mortal
- Acapulco 12-22
- Querer volar
- Secuestro sangriento
- Vacaciones sangrientas
- Seducción sangrienta
- Horas violentas
- Obsesión asesina
- Uroboros